# Can Verdera (Palafrugell)
Can Verdera és una masia de Palafrugell (Baix Empordà) protegida com a Bé Cultural d'Interès Local.

## Descripció
Can Verdera és una petita masia de dues plantes i tres crugies amb teulada de doble vessant sobre els murs laterals; fou ampliada amb una nova crugia i porxo. La façana de migdia té a l'eix central la porta i una finestra al pis, ambdues amb llindes de pedra.
El mas es troba prop del marge esquerre de la riera. El seu curs discorre força enfonsat entre ribes de forta pendent esglaonada coberta de vegetació. Del molí de dues plantes en queden les runes, entre les quals es pot veure una estança amb volta.
Aigües a munt de la riera hi ha el mur de la resclosa, de molt gruix i esbotzat a la part central.
La bassa del molí deu haver estat colgada i convertida en conreu.